# Gladstone, New South Wales
Gladstone är en ort i Australien. Den ligger i kommunen Kempsey och delstaten New South Wales, i den sydöstra delen av landet, omkring 350 kilometer nordost om delstatshuvudstaden Sydney. Orten hade 437 invånare år 2021.